# Ђулијанело (Латина)
Ђулијанело је насеље у Италији у округу Латина, региону Лацио.
Према процени из 2011. у насељу је живело 2519 становника. Насеље се налази на надморској висини од 233 м.